# Extreme Rules 2021
Extreme Rules (2021) was een professioneel worstel-pay-per-view (PPV) en WWE Network evenement dat georganiseerd werd door WWE voor hun Raw en SmackDown brands. Het was de 13e editie van Extreme Rules en vond plaats op 26 september 2021 in het Nationwide Arena in Columbus, Ohio.
Het evenement zou oorspronkelijk plaats vinden in het SAP Center in San Jose, Californië, maar was echter verplaatst wegens het coronapandemie.

## Productie

### Verhaallijnen
Bij het evenement SummerSlam zou Bianca Belair oorspronkelijk het SmackDown Women's Championship verdedigen tegen Sasha Banks. Banks kon echter om onbekende redenen niet verschijnen. Carmella werd toen aangekondigd als vervanger van Banks. Voordat de wedstrijd kon beginnen, maakte Becky Lynch, in haar eerste optreden sinds de Raw na Money in the Bank in mei 2020, echter een verrassende terugkeer, viel Carmella aan, daagde Belair uit en versloeg haar vervolgens in 26 seconden om de titel te winnen. Op 27 augustus 2021, aflevering van SmackDown, daagde Belair Lynch uit voor een herkansingswedstrijd, maar Lynch weigerde. Belair won toen een fatal 4-way wedstrijd om de eerst volgende tegenstander te worden. De volgende week daagde Belair Lynch uit voor een wedstrijd voor die avond, maar Lynch weigerde opnieuw en verklaarde dat ze de titel zou verdedigen als ze er klaar voor was. Later vertelden WWE-functionarissen Adam Pearce en Sonya Deville dat Lynch de titel zou verdedigen tegen Belair bij Extreme Rules.
In de aflevering van SmackDown op 23 juli 2021, nadat Roman Reigns John Cena's uitdaging voor een wedstrijd voor het Universal Championship op SummerSlam had afgewezen, daagde Finn Bálor Reigns uit voor de titel tijdens voor het evenement, dat Reigns accepteerde. Tijdens de ondertekening van het contract vond er echter een woordenwisseling plaats, wat ertoe leidde dat Cena het contract tekende en Reigns' tegenstander werd bij SummerSlam, waar Reigns zijn titel behield. Bálor kreeg toen zijn kans voor de titel in de aflevering van SmackDown van 3 september 2021, maar hij was niet succesvol. Een herkansingswedstrijd tussen de twee voor het Universal Championship was gepland voor Extreme Rules. In de aflevering van 10 september 2021, werd er onthuld dat Reigns zou worden geconfronteerd met het alter ego van Bálor, "The Demon".
Bij het evenement SummerSlam versloeg Damian Priest Sheamus om het U.S. Championship te veroveren. In de aflevering van Raw op 30 augustus 2021, behield Priest het kampioenschap door een overwinning op Sheamus en Drew McIntyre in een triple threat match. In de volgende aflevering van Raw versloeg Sheamus McIntyre om een United States Championship-wedstrijd te krijgen tegen Priest bij het evenement Extreme Rules. In de aflevering van Monday Night Raw van 20 september 2021 versloeg Jeff Hardy Sheamus en verdiende hij een plek in de United States Championship-wedstrijd bij Extreme Rules, waardoor de wedstrijd een drievoudige triple threat match.

## Matches
| Nr. | Match                                                                                 | Winnaar(s)      | Opmerkingen | Bron   |
| --- | ------------------------------------------------------------------------------------- | --------------- | --- | ------ |
| 1   | Liv Morgan vs. Carmella                                                               | Liv Morgan      | Een-op-een match. | [ 16 ] |
| 2   | The New Day (Big E, Kofi Kingston & Xavier Woods) vs. Bobby Lashley, AJ Styles & Omos | The New Day     | 6-man tag team match | [ 16 ] |
| 3   | The Usos (Jimmy & Jey Uso) (c) vs. The Street Profits (Angelo Dawkins & Montez Ford)  | The Usos        | Tag Team match voor het WWE SmackDown Tag Team Championship. | [ 16 ] |
| 4   | Charlotte Flair (c) vs. Alexa Bliss                                                   | Charlotte Flair | Een-op-een match voor het WWE Raw Women's Championship. | [ 16 ] |
| 5   | Damian Priest (c) vs. Sheamus vs. Jeff Hardy                                          | Damian Priest   | Triple Threat match voor het WWE U.S. Championship. | [ 16 ] |
| 6   | Becky Lynch (c) vs. Bianca Belair                                                     | N.V.T.          | Een-op-een match voor het WWE SmackDown Women's Championship. De wedstrijd leverde geen winnaar op door een terugkerende Sasha Banks die beide concurrenten aanviel. | [ 16 ] |
| 7   | Roman Reigns (c) (met Paul Heyman) vs. "The Demon" Finn Bálor                         | Roman Reigns    | Een-op-een match voor het WWE Universal Championship. | [ 16 ] |